# Taboiaki (Nonouti)
Pour les articles homonymes, voir Taboiaki (Beru).
Taboiaki est un petit village des Kiribati. Il est situé sur l'atoll de Nonouti dont il constitue l'agglomération la plus importante.
En 1990, Taboiaki comptait 518 habitants. Une petite église et une école y sont présents.